# Entraygues-sur-Truyère (tổng)
Tổng Entraygues-sur-Truyère là một tổng thuộc tỉnh l'Aveyron trong vùng Occitanie.
Tổng này được tổ chức xung quanh Entraygues-sur-Truyère ở quận Rodez. Độ cao khu vực này dao động từ 220 m (Le Fel) đến 785 m (Saint-Hippolyte) với độ cao trung bình 464 m.

## Các đơn vị trực thuộc
Tổng Entraygues-sur-Truyère gồm 5 xã với dân số 2 548 người (điều tra dân số năm 1999, dân số không tính trùng)
| Xã                     | Dân số | Mã bưu chính | Mã insee |
| ---------------------- | ------ | ------------ | -------- |
| Le Fel                 | 146    | 12140        | 12093    |
| Entraygues-sur-Truyère | 1 267  | 12140        | 12094    |
| Espeyrac               | 243    | 12140        | 12097    |
| Golinhac               | 392    | 12140        | 12110    |
| Saint-Hippolyte        | 500    | 12140        | 12226    |

## Biến động dân số
| 1962                                                     | 1968  | 1975  | 1982  | 1990  | 1999  |
| -------------------------------------------------------- | ----- | ----- | ----- | ----- | ----- |
| 3 262                                                    | 3 532 | 3 262 | 3 186 | 2 905 | 2 548 |
| Nombre retenu à partir de 1962 : dân số không tính trùng |       |       |       |       |       |